# Polizeihäftling
Polizeihäftling war das in der NS-Zeit gebräuchliche Synonym für „Untersuchungshäftling“.
Grundsätzlich handelte es sich um Personen, die von der Landespolizei oder der Gestapo verhaftet wurden, um sie einem staatlichen Ermittlungs- und Anklageverfahren zu unterziehen. Sie wurden sowohl in Rathäuser, Amtsgerichts- und Polizeigefängnisse als auch in Konzentrations- oder Arbeitserziehungslager eingeliefert. In KZ eingewiesen, durften sie ihre Zivilkleidung behalten und bekamen im KZ Auschwitz, in dem allein Häftlingsnummern tätowiert wurden, ihre Nummer nicht in die Haut gestochen.
Die größte Anzahl von Polizeihäftlingen ist aus dem KZ Neuengamme überliefert, die dort eine eigene Häftlingsgruppe bildeten, besonders gekennzeichnet wurden und nicht außerhalb des Lagers zur Arbeit eingesetzt werden durften, auch wenn sie danach in andere Gefängnisse oder Konzentrationslager verlegt wurden.
In Thüringen ist ein Fall bekannt, wo ein Polizeihäftling in einer „Zelle im Rathaus“ der Stadt Apolda 1942 Suizid beginn.
Beim Jahreswechsel 1942/43 waren die Polizeigefängnisse im besetzten Polen aufgrund von Razzien und Verhaftungswellen derart überfüllt, dass die weiter eingelieferten Polizeihäftlinge nach Auschwitz überstellt wurden. Dort wurden sie gesondert untergebracht und erhielten auf die Kleidung neben der Häftlingsnummer die Kennzeichnung „PH-M“ (männlicher) bzw. „PH-F“ (weiblicher Polizeihäftling).
Aus der Geschichte des KZ Dora-Mittelbau ist überliefert, dass der in Dora beschäftigte Zivilarbeiter Walter Karsch in das KZ als Polizeihäftling eingewiesen worden ist. Obwohl sein Status nach einem Monat in die wesentlich ungünstigere Kategorie „Schutzhaft“ umgewandelt wurde, hat Karsch überlebt.
In von der Wehrmacht besetzten Ländern gab es auch zeitweise Polizeihäftlingsgefängnisse wie das Polizeihäftlingslager Grini in Norwegen, das von 1941 bis 1945 als Haftanstalt für politische Gefangene fungierte.